# Kuolleen kukan nimi
Kuolleen kukan nimi è il quarto album della band heavy metal finlandese Kotiteollisuus, prima nota come Hullu ukko ja kotiteollisuus.

## Tracce
1. Valtakunta – 3:59
2. Vuonna yksi ja kaksi – 3:27
3. Meren mutaa – 4:53
4. Rakastaa / ei rakasta – 4:27
5. Kielletyn puun hedelmä – 3:51
6. Tuomittu – 6:31
7. Kuolemanvakavaa – 5:09
8. Jokin ihmisessä – 3:21
9. Käärmeen pää – 3:28
10. Talvi sydämessä – 4:23
11. Satu peikoista – 16:13
12. Alussa oli – 14:12

## Formazione
- Jouni Hynynen - voce, chitarra
- Janne Hongisto - basso, voce (sottofondo)
- Jari Sinkkonen - batteria, voce (sottofondo)